# Cäcilie Graf-Pfaff
Cäcilie Graf-Pfaff (geboren als Cäcilie Pfaff am 5. August 1868 in Erlangen; gestorben 8. Juli 1939 in Nürnberg) war eine deutsche Malerin und Grafikerin des Naturalismus.

## Leben

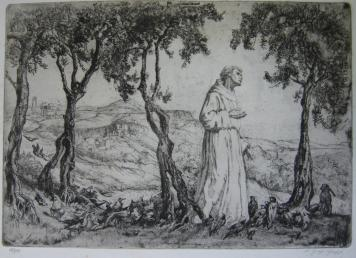
Vogelpredigt (um 1926)

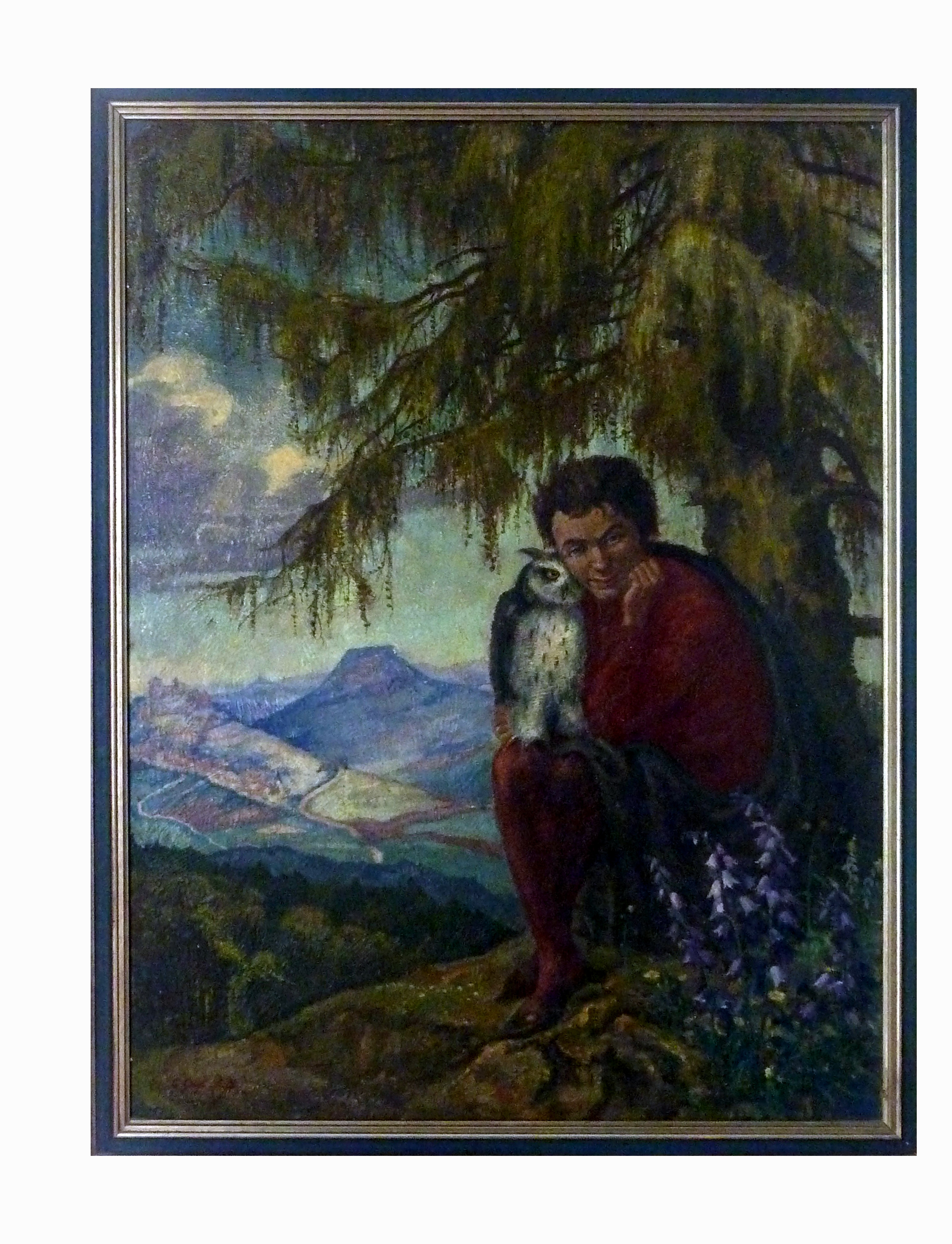
Eulenspiegel (1935)

Cäcilie Pfaff wurde am 5. August 1868 in Erlangen geboren und verbrachte dort ihre Kindheit. Vom Burgberg bei Erlangen, wo ihr Vater Friedrich Pfaff, Professor der Mineralogie an der Universität Erlangen, einen großen Garten hatte, konnte sie bis nach Nürnberg schauen. Mit zwölf Jahren erhielt sie Malunterricht, und im Alter von sechzehn Jahren durfte sie zum Studium an der Königlichen Kunstgewerbeschule nach München ziehen. Daneben war sie Privatschülerin von Gabriel von Max (1885), Alexander von Liezen-Mayer (1886) und Nikolaus Gysis (1887/88).
In erster Ehe war sie mit dem Maler Wilhelm Bader verheiratet. Nach der Scheidung von Bader ging sie im Jahr 1902 eine zweite Ehe mit dem Freiburger Maler Oskar Graf ein und nannte sich fortan Graf-Pfaff. Im Bereich der Radierung hat sie dessen Entwicklung begleitet, der sie auch in der Grafik unterwies. „[Oskar] Graf selbst schreibt über diese einzigartige Lebensgemeinschaft: ‚Jeder gab dem anderen, was er konnte, und in allem Schaffen war ein Verschmelzen gleicher Gedanken und gleichen Strebens‘. Wundert es da noch, dass sich die künstlerischen Handschriften der beiden mit den Jahren immer mehr anglichen (ähnlich wie sich auch die Schriftzüge mancher Eheleute nähern), ja, dass manches Bild aus einer Werkgemeinschaft [Hervorhebung im Original] entstand?“
Bekannt wurden u. a. ihre Werke „Das Nabtal“, „Till Eulenspiegel“, „Mondnacht“, „Franziskus predigt den Vögeln“, „Der blinde Geiger“, „Traumbrücke“, „Traumgestalten“ und „Mutterliebe“. Die beiden Bilder „Hohenstaufenburg in Italien“ und „Felsenwelt in der Sächsischen Schweiz“ befinden sich im Besitz des Deutschen Historischen Museums in Berlin. Hervorzuheben sind aber auch ihre Städtebilder aus Italien und von Meersburg am Bodensee. Sie zeigt in ihren Bildern eine Neigung zu poetisch-träumerischer Auffassung. Ihre Radierungen erschienen unter anderem in den Jahresmappen des Vereins für Original-Radierung, in dem sie auch Mitglied war.
Graf-Pfaffs Liebe galt auch der japanischen und chinesischen Kunst. Unter ihrer Leitung entstand 1909 die große Ausstellung „Japan und Ostasien in der Kunst“ in München. 1925 erschien bei der Deutschen Verlagsanstalt in Stuttgart das „Japanische Gespensterbuch“ mit 142 Abbildungen, zu dem sie den Text schrieb.
Von 1923 bis 1933 war sie stellvertretende Vorsitzende und von 1933 bis 1940 Vorsitzende des Münchner Künstlerinnenvereins. In der Zeit des Nationalsozialismus war sie Mitglied der Reichskammer der bildenden Künste. Für diese Zeit ist ihre Teilnahme an 11 Ausstellungen sicher belegt, darunter die Teilnahme an der Großen Deutschen Kunstausstellung 1938 und 1939 mit je einem Landschaftsgemälde.
Graf-Pfaff betätigte sich zudem als Dichterin, indem sie Gedichte zu den Kriegsradierungen ihres Ehemannes schrieb, der u. a. auch als Kriegsmaler tätig war. Die Kriegsradierungen und die Gedichte des Ehepaares wurden im Münchner Bruckmann-Verlag veröffentlicht.
Cäcilie und Oskar Graf lebten gemeinsam in Freiburg im Breisgau, ab 1902 in Dachau und zuletzt in München-Schwabing. Sie starb am 8. Juli 1939 in Nürnberg und wurde auf dem Waldfriedhof München beigesetzt.

## Publikationen (Auswahl)
- Zur Ausstellung „Japan und Ostasien in der Kunst“. In: Münchner Jahrbuch der bildenden Kunst, Bd. 4, Callwey Verlag, München, 1909, S. 107–126
- Kriegsradierungen. Bruckmann, München 1916.
- Originalradierungen (= Hanfstaengl’s Werbeblätter für Graphik. Band 25). Hanfstaengl, München 1920.
- Der Bamberger Reiter: An Paula und Philipp Maria Halm zur silbernen Hochzeit herzlichst zugeeignet von Cäcilie u. Oscar Graf. 1921.
- Japanisches Gespensterbuch. Text von Cäcilie Graf-Pfaff. Union Deutsche Verlagsgesellschaft, Stuttgart 1925, OCLC 162957175.
- 40 Jahre Verein für Original-Radierung. 1931.